# سونيك كرونيكلز: ذا دارك براذرهود
سونيك كرونيكلز: ذا دارك براذرهود (بالإنجليزية: Sonic Chronicles: The Dark Brotherhood)، هي لعبة فيديو كندية، وهي من نوع تقمص الأدوار، صدرت اللعبة في الأسواق سنة 2008، اللعبة من تطوير بايوير، ومن نشر سيغا، تعمل اللعبة على منصة نينتندو دي إس الحصرية.